# Барткув (Олесницький повіт)
Барткув (пол. Bartków) — село в Польщі, у гміні Доброшиці Олесницького повіту Нижньосілезького воєводства.
Населення — 83 особи (2011).
У 1975-1998 роках село належало до Вроцлавського воєводства.

## Демографія
Демографічна структура станом на 31 березня 2011 року:
|          | Загалом | Допрацездатний вік | Працездатний вік | Постпрацездатний вік |
| -------- | ------- | ------------------ | ---------------- | -------------------- |
| Чоловіки | 42      | 10                 | 27               | 5                    |
| Жінки    | 41      | 9                  | 23               | 9                    |
| Разом    | 83      | 19                 | 50               | 14                   |